# Hòa Bình, Hà Nguyên
Hòa Bình (chữ Hán giản thể: 和平县, âm Hán Việt: Hòa Bình huyện) là một huyện thuộc địa cấp thị Hà Nguyên, tỉnh Quảng Đông, Cộng hòa Nhân dân Trung Hoa. Huyện Hòa Bình có diện tích 2310 km², dân số năm 2003 là 488.000 người. Mã số bưu chính của Hòa Bình là 517200, mã vùng điện thoại 0762. Về mặt hành chính, đến thời điểm 17/5/2005, huyện Hòa Bình được chia thành 17 trấn: Dương Minh, Bành Trại, Đông Thủy, Lâm Trại, Nhiệt Thủy, Đại Bá, Thượng Lăng, Hạ Xa, Trường Đường, Bá Đôn, Cổ Trại, Lễ Sỹ, Công Bạch, Hợp Thủy, Thanh Châu, Lợi Nguyên, Ưu Thắng.